# 1616
1616 (MDCXVI) var ett skottår som började en fredag i den gregorianska kalendern och ett skottår som började en måndag i den julianska kalendern.

## Händelser

### Januari
- 20 januari – Den första fjärdedelen av Älvsborgs lösen (250 000 riksdaler) utbetalas.

### Februari
- 22 februari – Sverige sluter stillestånd med Ryssland i Diderino.

### Augusti
- 9 augusti – I syfte att förbättra läget i kriget mot Ryssland skickas återigen en svensk styrka om 3 500 man mot staden Pskov.

### September
- 23 september – Den svenska styrkan vid Pskov tvingas återtåga på grund av dåligt underhåll. Man lämnar dock kvar en liten styrka på 250 man i en skans utanför staden.
- 29 september – Stilleståndet mellan Sverige och Polen från 1614 går ut.

### December
- 11 december – Den svenska skansen utanför Pskov kapitulerar till ryssarna.

### Okänt datum
- Den svenske hovpredikanten Johannes Rudbeckius talar inför kungen. Med motiveringen att Herrens tjänare förstår sig på politik lika väl som kungar kräver han större privilegier för prästerna.
- Then Swenska Psalmboken från 1586 ges ut i reviderad upplaga med 170 psalmer.
- Gustav II Adolf vistas fyra månader i Finland för att befästa sin ställning som kung. För att minska risken för uppror från de skattetyngda bönderna låter kungen tillsätta rannsakningskommissioner, som ska granska allmogens klagomål mot adeln och kronan.
- Den avsatte professorn Johannes Messenius anklagas för brottsliga förbindelser med Sigismund och jesuiterna och döms därför till döden. Han benådas men fängslas istället på Kajaneborg, där han författar Scondia Illustrata, Sveriges historia från biblisk tid till 1611.
- Nicolaus Copernicus bok De revolutionibus förbjuds av katolska kyrkan.
- Den manchuiske hövdingen Nurhaci grundar den senare Jin-dynastin, som tar över hela Kina 28 år senare.
- Ombord på ett slavskepp förs smittkoppor från Kongo till Salvador, Brasilien.[1]

## Födda
- 8 januari – Giovanni Antonio de Rossi, italiensk arkitekt.
- 13 januari – Antoinette Bourignon, fransk religiös mystiker och svärmare.
- 2 februari – Sébastien Bourdon, fransk målare under barockepoken.
- 24 april – Gustav Gustavsson af Wasaborg, frilloson till Gustav II Adolf och Margareta Slots.
- 13 augusti – Plautilla Bricci, italiensk konstnär och arkitekt.
- 23 november – John Wallis, engelsk matematiker.

## Avlidna
- 23 april
  - Miguel de Cervantes, spansk författare.[2]
  - William Shakespeare, engelsk dramatiker och diktare.[2].
- 1 juni – Tokugawa Ieyasu, japansk shogun.
- 3 november – Agnes Hedwig av Anhalt, regerande furstlig abbedissa av Quedlinburg.

### Fotnoter
1. ↑  Henry F. Dobyns. 1993. Disease Transfer at Contact. Annual Review of Anthropology, 22: 273–291.
2. 1 2  Det hände i dag